# Tullio Crali
Tullio Crali, né le 6 décembre 1910 à Igalo et mort le 5 août 2000 à Milan, est un artiste peintre, aquarelliste, architecte et sculpteur italien. Autodidacte, il n'adhère au futurisme qu'après 1929. Il est connu pour ses œuvres réalistes, qui combinent « vitesse, mécanisation aérienne et mécanique de la guerre aérienne », même s'il a aussi connu d'autres styles au cours de sa longue carrière.

## Biographie
Tullio Crali nait en 1910 de parents originaires de Zadar dans un petit village des Bouches de Kotor, dans l'actuel Monténégro, où son père travaillait temporairement. Il vit à Zadar jusqu'en 1922, quand sa famille déménage à Gorizia. Il découvre le futurisme à quinze ans, alors qu'il étudie à institut technique de la ville, et est influencé dans ses premières œuvres par des artistes tels que Giacomo Balla ou Enrico Prampolini.
Il vole pour la première fois en 1928 et l'année suivante — année de naissance de l'aéropeinture futuriste —, il entre en contact avec Filippo Tommaso Marinetti et adhère officiellement au mouvement futuriste.
Après ses premières expositions en Italie, Marinetti l'invite à exposer à Paris, lors de la première exposition d'aéropeintres italiens, en 1932. Il devient ensuite un ami proche de Marinetti. Après la Seconde Guerre mondiale, il reste fidèle au courant futuriste. Après avoir d'abord exercé à Turin, il déménage ensuite à Paris, où il demeure de 1950 à 1958 (années durant lesquelles il réalise les Sassintesi), puis au Caire (de 1962 à 1966), où il enseigne à l'école d'art italienne. De 1958 à 1961, il enseigne le dessin et l'histoire de l'art au lycée scientifique Vittorio Veneto de Milan, dans les trois dernières années des sections G et H.
De 1966 à sa mort, il vit à Milan. Là, il commence à rassembler et à cataloguer les cartes et documents qui le concernent ; en 1999, il donne ce fonds à l'Archivio del '900 (it) du Mart de Rovereto en même temps que 41 œuvres, qui seront suivies d'encore 48 autres l'année de sa mort.
Crali repose, selon sa volonté, au cimetière de Macerata aux côtés de son fils Massimo (décédé le 3 février 2008), ville où résident sa femme Adolfina Savelli et ses trois petites-filles Marzia, Vibia et Lavinia.

## Carrière
Crali vole pour la première fois en 1928. Son enthousiasme pour le vol et son expérience de pilote influenceront sa production artistique. En 1929, il prend contact avec Marinetti, le fondateur du futurisme, à travers Sofroni Pocarini, et adhère au mouvement. La même année, il inaugure l'aéropeinture avec le Manifeste de l'aéropeinture rédigé par Marinetti, Balla, Prampolini, Depero, Dottori, Cappa, Colombo (dit Fillia), Sansoni (dit Tato (it)) et Somenzi (it), publié dans l'article Perspectives de vol. Dans l'article, il est affirmé que « les perspectives changeantes du vol constituent une réalité absolument nouvelle et qui n'a rien en commun avec la réalité traditionnellement constituée par les perspectives terrestres » et que « dépeindre depuis en haut cette nouvelle réalité impose un mépris profond pour le détail et une nécessité de tout synthétiser et transfigurer. ».
Malgré son jeune âge, Crali joue un rôle fondamental dans l'histoire de l'aéropeinture. Ses premières œuvres aériennes (1929) représentent des avions militaires. Dans les années 1930, ses peintures deviennent réalistes, avec l'intention de communiquer au spectateur l'expérience du vol. Son travail le plus connu, Incuneandosi nell'abitato (1939), montre un plongeon aérien du point de vue du pilote, avec les bâtiments plus bas représentés dans une perspective vertigineuse.
Crali expose ses œuvres à Trieste et à Padoue. En 1932, Marinetti l'invite à Paris pour la première exposition d'aéropeinture. Il participe ensuite à la Quadriennale de Rome en 1935, 1939 et en 1943, et à la Biennale de Venise en 1940. Pendant cette période, Crali est à la recherche de signes et de paysages, qui l'amèneront en 1933 à participer au festival cinématographique romain Futuristi Scenotecnica. En 1936, aux Jeux olympiques de Berlin, certaines de ses œuvres sont présentes à l'exposition internationale des arts sportifs.
Les capacités rhétoriques de Crali et son amitié avec Marinetti l'amènent à organiser des soirées futuristes (it) à Gorizia, Udine et Trieste, où il lit le manifeste Illusionnisme plastique de guerre et perfectionnement de la terre, qu'il cosigne avec Marinetti. Il publie aussi le Manifeste des mots musicaux - Alphabet en liberté.

## Œuvres
Entre ses œuvres les plus connues, outre les Sassintesi déjà citées, on peut retenir :
- Le forze della curva, 1930
- Acrobazie in cielo - 1930
- Bombardamento notturno - 1931
- Ali Tricolori - 1932
- In decollo - 1932
- Ballelica - 1932
- Rivoluzione di Mondi - 1934
- Bombardamento Urbano - 1935
- Battaglia aerea I - 1936
- Aerocaccia II - 1936
- Volo Agitato - 1938
- Bombardamento di una fabbrica - 1938
- Architectura - 1939
- Incuneandosi nell'abitato - 1939
- Prima che si apra il paracadute - 1939
- Assalto di motori - 1968
- Macchine in cielo - 1980
- Kamikaze - 1980
- Le Frecce Tricolori - 1987
- Monoplano Jonathan - 1988